# グリフォン・ホバーワーク 12000TD
グリフォン・ホバーワーク 12000TD（Griffon Hoverwork 12000TD）は、イギリスのグリフォン・ホバークラフト社（現：グリフォン・ホバーワーク社）が開発・製造する旅客用ホバークラフトである。

## 概要

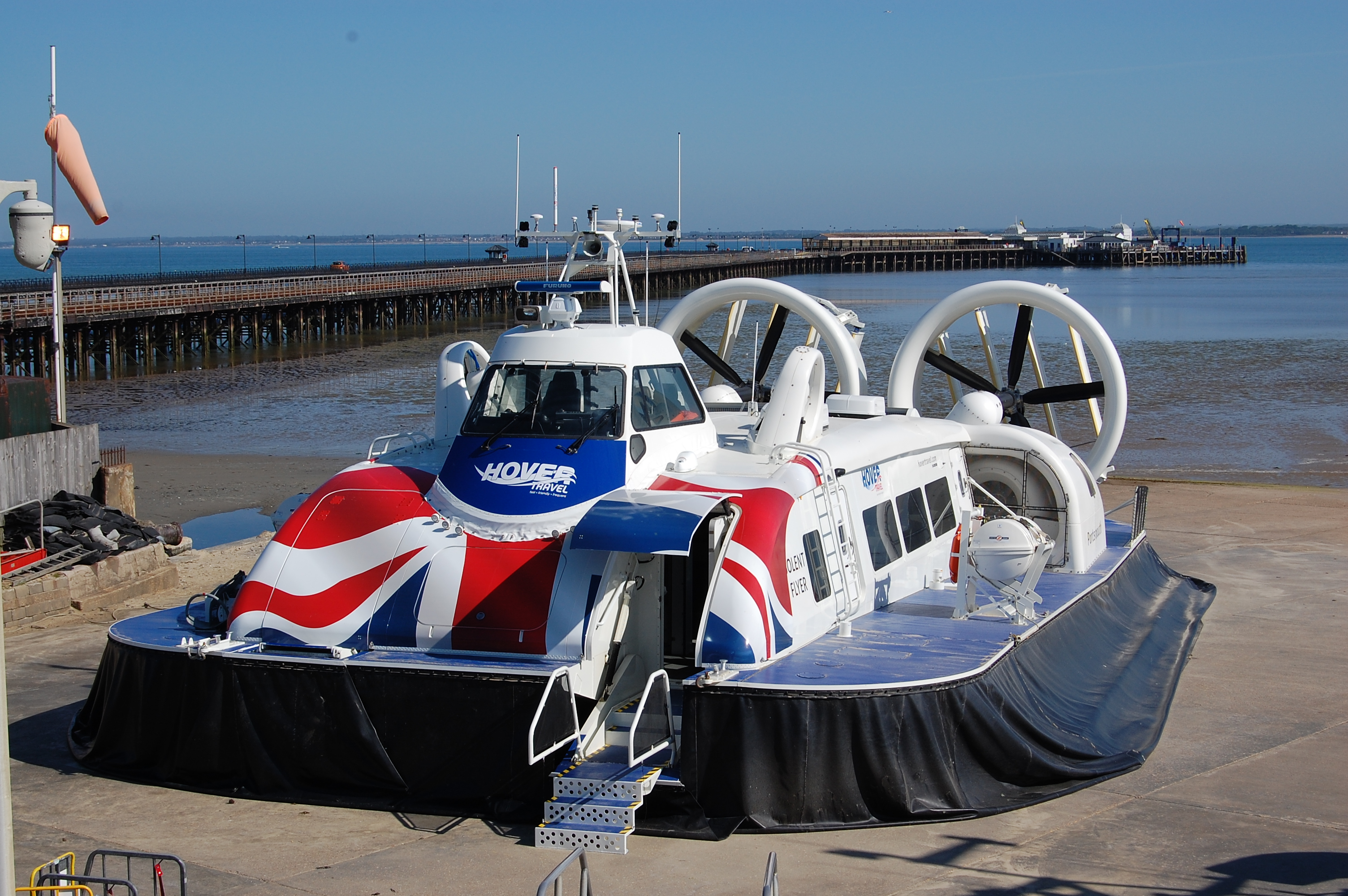
Solent Flyer

イギリス本島のポーツマスとワイト島のライドを結ぶ航路で運用されていたAP1-88型ホバークラフトの置き換えのため、2016年にSolent FlyerとIsland Flyerの2隻が建造された。

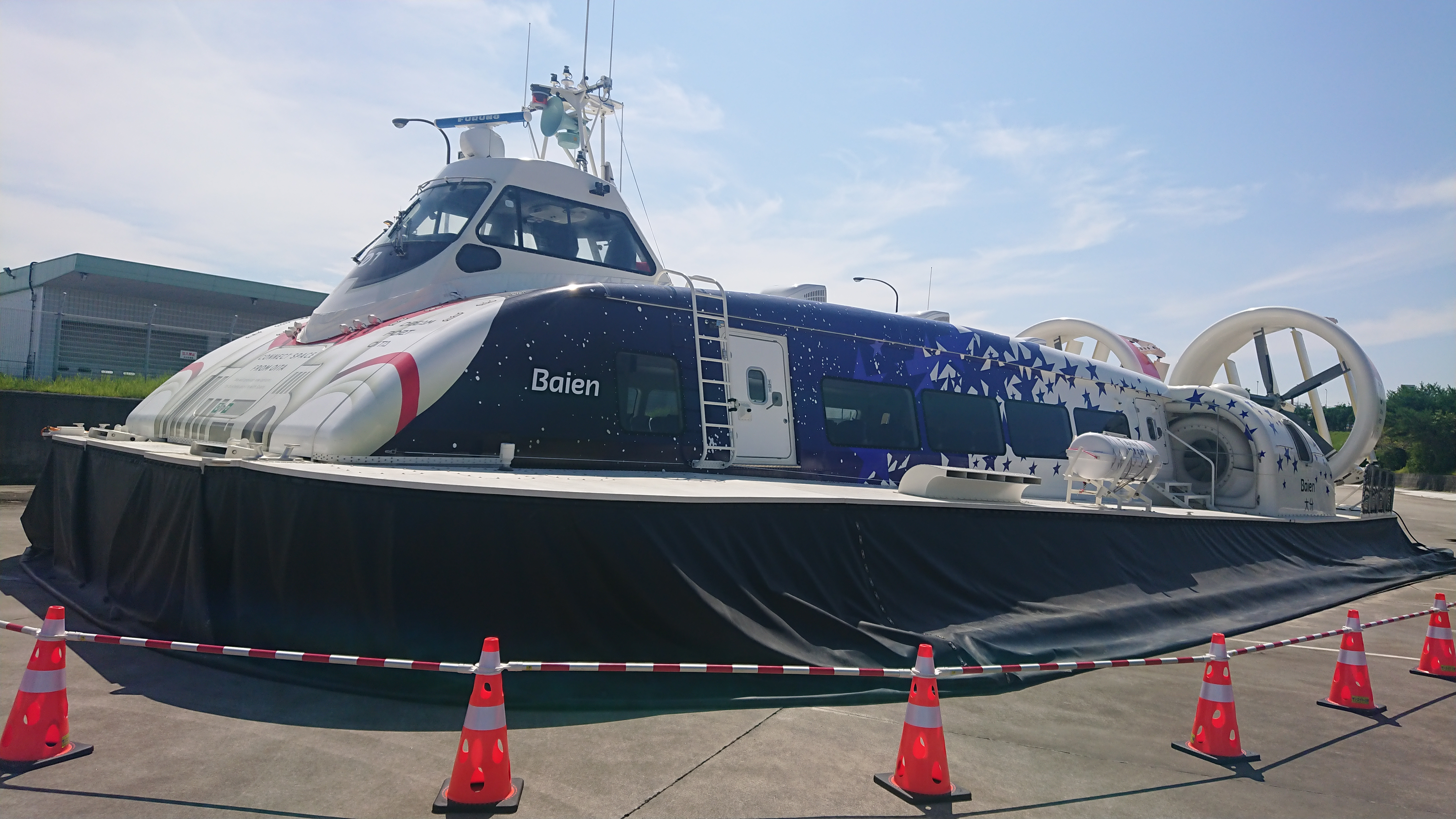
Baien

2022年から2023年にかけて、日本の大分空港海上アクセス航路（大分第一ホーバードライブによる運航）向けにBaien、Banri、Tansoの3隻が新規建造された。
日本に就航予定の3隻はイギリスに就航している2隻から大幅な設計変更が加えられている。製造元のグリフォン社ではイギリス仕様を"Standard(標準型)"と呼称しており、またイギリスの一部マスメディアでは日本仕様を"Mark II"と呼称する例がみられる。本項目では便宜上これに則り、イギリスに就航している2隻を「標準型」、日本に就航予定の3隻を「Mark Ⅱ」と呼称する。

## 設計

### 標準型
設計に当たっては前任のAP1-88型から騒音・燃費の低減が意識されている。ディーゼルエンジンはAP1-88型の4基から半減の2基となり、2基のエンジンで推進用プロペラ2基と浮上用リフトファン4基を駆動する。プロペラは直径をAP1-88の2.75mから3.5mへ拡大すると同時にブレードを1枚増設し5枚としている。これによりプロペラ回転数を抑え、騒音と燃費を低減している。また、操舵系やプロペラピッチ可変機構等には全面的に電動アクチュエータを採用し、軽量化を図っている。就航当時は操縦席直後の船体屋根上に電動ファン式のサイドスラスターが2基設置されていたが、2023年時点では撤去されている。
船体構成はおおむねAP1-88型を踏襲し、船体前部中央の2階部に操縦席を設けることで全方位への良好な視界を確保している。操縦席にはグラスコクピットが採用されており、右席に操縦士、左席に航法士が着座する。操縦席直下には壁があり、さらに搭乗口が客室前方左右に設置されているため客室からの前面展望は無い。乗降時には搭乗口の床板が下がると同時に跳上式前面ハッチが開くことで出入口を構成する。右側搭乗口はスロープ、左側搭乗口は階段という左右非対称の構成になっている。

### Mark Ⅱ
基本設計は標準型に準じるものの、船体が約2m延長され、客室が拡張されている。船体延長に伴い重量が増加しているため、リフトファンとプロペラへのエンジン出力分配比の変更など動力系・電力供給系・操舵系への仕様変更が施され、一部部品の軽量化も行われている。このほか、側面窓が3枚から4枚に増設されている、屋根上の空調ユニットが2基増設され6基となっている、左側搭乗口が階段からスロープに変更され左右対称の構成となっている、船体側部にスカート内の圧縮空気を噴出するタイプのサイドスラスターが設置されているなど、外見から分かる変更箇所も多い。製造された3機はそれぞれ異なる塗装を施されている。

## 各種設備

### 標準型
2+4+2配置の座席が9列設置され、さらに搭乗口付近に2+2配置の座席が2列設置されている。客室前方中央には操縦席に上る梯子があり、梯子左右には案内用ディスプレイが2枚設置されている。操縦席直下は荷物置場となっており、折り畳み式大型荷物ラックと自転車スタンドが4組ずつ設置されている。前方2組の荷物ラックは自転車スタンドに被さるように展開するため、自転車ラックとは同時使用できない。搭乗時間が短いことから船内にトイレ設備や自販機などは設置されていない。
非常用設備は客室側面前後に非常口が計4箇所あり、船外には救命筏が2基設置されている。

### Mark Ⅱ
2+4+2配置の座席が10列設置されている。標準型と比較してシートピッチが拡大され、座席自体も異なるモデルが採用されている。搭乗口付近には座席が設置されておらず、車椅子用スペースとなっている。左側搭乗口のスロープ化、バリアフリー座席×8の設置と併せてバリアフリーに対する配慮が強化されている。
非常用設備は標準型に準じるが、救命筏はサイドスラスターとの干渉を避け、かつ窓からの風景を損なわないよう、容器が細型化された上で設置位置が後方に下げられている。

## 採用国
- イギリス(全艇が標準型)
  - Solent Flyer (1号艇 - ソレント海峡に由来)
  - Island Flyer (2号艇)

- 日本(全艇がMark Ⅱ)

1. Baien (1号艇 - 三浦梅園に由来)
2. Banri (2号艇 - 帆足万里に由来)
3. Tanso (3号艇 - 広瀬淡窓に由来)

## 要目

### 標準型
- 全長 23.7m
- 全幅 12.8m
- 全高 8.52m
- 乗員 2～3名
- 乗客 80名
- 積載量 12000kg
- 航続時間 5時間
- 速力 最高45ノット
- 機関 MAN社製ディーゼルエンジン(出力1079馬力)×2基

### Mark Ⅱ
- 全長 25.7m
- 全幅 12.8m
- 全高 8.52m
- 乗員 2～3名
- 乗客 80名+車椅子×2
- 積載量 12000kg
- 航続時間 5時間
- 速力 最高45ノット
- 機関 MAN社製ディーゼルエンジン(出力1079馬力)×2基